# Buntes Halmeulchen
Das Bunte Halmeulchen (Oligia versicolor), auch als Sand-Graseulchen bezeichnet, ist ein Schmetterling (Nachtfalter) aus der Familie der Eulenfalter (Noctuidae).

## Merkmale

### Falter
Mit einer Flügelspannweite der Falter von 24 bis 28 Millimetern zählt die Art zu den kleineren Eulenfalterarten. Die Vorderflügelfärbung variiert sehr stark. Es kommen Exemplare mit einem deutlich weißlich aufgehellten Saumfeld ebenso vor, wie Tiere mit fast einfarbig schwärzlicher Tönung. Die Makel heben sich vom Untergrund teils lebhaft, zuweilen jedoch nur geringfügig rötlich bis gelblich ab und sind schwarz umrandet. Von der Zapfenmakel bis zur äußeren Querlinie ist meist ein breiter schwarzer Querstrich erkennbar. Die Hinterflügel sind zeichnungslos graubraun.

### Raupe
Erwachsene Raupen zeigen eine rötlichbraune Längsstreifung und eine schwärzliche Sklerotisierung am Hinterrand des vorletzten Segments.

### Ähnliche Arten
- Das Striegel-Halmeulchen (Oligia strigilis) unterscheidet sich durch einige schwarze Adern, die in das helle Saumfeld der Vorderflügel ragen.
- Oligia dubia ist generell etwas matter gezeichnet.
- Die hellen Farbelemente fehlen beim Dunklen Halmeulchen (Oligia latruncula).
- Das Moorwiesen-Halmeulchen (Oligia fasciuncula) zeigt überwiegend rötliche Färbungen.
- Beim Waldrasen-Grasmotteneulchen (Protodeltote pygarga) reicht das weiße Saumfeld nicht bis zum Apex. Nieren- und Ringmakel heben sich von der dunkleren Grundfärbung deutlich hervor.
- Das Trockenrasen-Halmeulchen (Mesoligia furuncula) unterscheidet sich durch ein breiteres helles Saumfeld.

Um bei der Bestimmung Zweifel auszuschließen, sollte eine genitalmorphologische Untersuchung durchgeführt werden.

## Geographische Verbreitung und Vorkommen
Das Bunte Halmeulchen ist von Südschottland, Südschweden und Estland im Norden durch Europa bis Zentralspanien, Süditalien, Bulgarien bis zum Kaukasus im Süden verbreitet. Es bewohnt bevorzugt feuchte Gebiete. Diese beinhalten beispielsweise Wiesen, Moore, feuchte Heiden sowie Bruchwaldgebiete, zuweilen auch Sandböden, nicht jedoch stark xerotherme Lebensräume.

## Lebensweise
Die dämmerungs- und nachtaktiven Falter fliegen in den Monaten Juni bis August in einer Generation und besuchen künstliche Lichtquellen sowie Köder. Sie wurden auch an Flatter-Binsen- (Juncus effusus), und Zwerg-Holunder-Blüten (Sambucus ebulus) saugend beobachtet. Die Raupen können ab August und nach der Überwinterung im darauf folgenden Jahr bis Mai gefunden werden. Sie ernähren sich von Seggenarten (Carex), Weißlicher Hainsimse (Luzula luzoloides), Wald-Zwenke ( Bracilypodium sylvaticum) und Wiesen-Rispengras (Poa pratensis). Die Art überwintert als Raupe.

## Gefährdung
In Deutschland ist das Bunte Halmeulchen verbreitet, gebietsweise nicht selten und wird deshalb auf der Roten Liste gefährdeter Arten als nicht gefährdet geführt.